# La naissance de la lyre
La Naissance de la lyre (Frans voor De geboorte van de lier) op. 24 is een opera in een akte van de Franse componist Albert Roussel op een libretto van Théodore Reinach, gecomponeerd in 1922-1923. De opera is gebaseerd op het satyrisch drama Ichneutae van Sophocles. De première vond plaats in het  Palais Garnier in Parijs op 1 juli 1925 met een choreografie van Bronislava Nijinska. De kostuums waren van Maurice Brianchon.

## Personnages
| Rol              | Stemtype | Bezetting tijdens de première dirigent: Philippe Gaubert |
| ---------------- | -------- | -------------------------------------------------------- |
| Kylléné          | sopraan  | Jeanne Delvair                                           |
| Petite Hermès    | sopraan  | Marcelle Denya                                           |
| Apollon          | tenor    | Edmond Rambaud                                           |
| Silène           | tenor    | Henri Fabert                                             |
| Premier choreute | tenor    | Georges Regis                                            |
| Second choreute  | bas      | Léon Ernst                                               |

## Synopsis
De nieuwgeboren god Hermes steelt de runderen van zijn broer Apollon. De satyrs, geleid door Silene, jagen Hermes achterna en ontdekken dat hij een nieuw muziekinstrument heeft uitgevonden met de hoorns van een van de runderen, de lier. Apollon is zo blij met deze lier dat hij hem overneemt als zijn instrument en zijn broer vergiffenis schenkt.

## Discografie
- Piero Coppola met het Orchestre philharmonique du grammophone, alleen het symfonische fragment Danse des nymphes, januari 1930, Salle Pleyel, Parijs, voor het label Lys[1]